# Hrádek nad Podedvorským mlýnem
Hrádek nad Podedvorským mlýnem je zaniklý hrad a předpokládané raně středověké hradiště, které stávalo na ostrožně nad soutokem Žárovenského potoka a Blanice, asi 600 metrů na jih od obce Dvory v okrese Prachatice. Jeho pozůstatky jsou chráněny jako kulturní památka.

## Historie
Podle archeologických nálezů keramiky byla ostrožna poprvé osídlena v raném středověku. Předpokládá se, že na ní stávalo hradiště. Hypoteticky se uvažuje i o jeho pravěkém stáří a souvislosti s rýžovišti zlata. Zároveň je možné, že dochované pozůstatky opevnění pochází až z vrcholně středověké fáze osídlení, o němž se nedochovaly žádné písemné prameny. Nedaleko stojící vesnice Dvory byla založena ve čtrnáctém století.

## Stavební podoba
Ostrožna se zbytky hrádku či tvrze je snadno přístupná jen od severu. Na této straně se nachází opevnění tvořené mírně obloukovitým zdvojeným valem. Vyšší vnitřní val dosahuje výšky až čtyři metry, zatímco vnější je téměř neznatelný. Mezi oběma valy vede čtyři metry široký a až dva metry hluboký příkop. Opevnění je narušeno dvěma novodobými vstupy, v nichž je patrná kamenitohlinitá destrukce hradby. Celý opevněný areál má rozměry 140 × 70 metrů a jeho plocha měří asi jeden hektar.
Vrcholně středověké tvrziště se nachází v jižní části ostrožny. Tvoří je asi tři metry vysoký pahorek, jehož vrcholová plošina měří 18 × 14 metrů. Drobná kruhová prohlubeň na plošině bývá uváděna jako studna. Ve vzdálenosti několika metrů pahorek lemuje terénní hrana tvořená kamennou destrukcí opevnění.
Ve vsi Dvory stojí usedlost čp. 11, do jejíhož dvora se vjíždí druhotně osazeným gotickým portálem. Jeho původ bývá spojován se zaniklou tvrzí Hrádek u Husince, ale je možné, že pochází z hrádku nad Podedvorským mlýnem.